# Farkhad Kharki
Farkhad Kharki (20 de abril de 1991) é um halterofilista cazaque, medalhista olímpico. 

## Carreira
Farkhad Kharki competiu na Rio 2016, onde conquistou a medalha de bronze na categoria até 62kg.